# Keskilampi och Ylilampi
Keskilampi och Ylilampi är en sjö i Finland. Den ligger i kommunen Kuusamo i landskapet Norra Österbotten, i den nordöstra delen av landet, 700 km norr om huvudstaden Helsingfors. Ylilampi ligger 237,2 meter över havet. Arean är 36,1 hektar och strandlinjen är 6,04 kilometer lång. Sjön  ingår i Ijo älvs huvudavrinningsområde. 